# Capilla de San Roque (Lastres)
La capilla de San Roque es un templo del siglo XVII situado en Lastres, provincia de Asturias, España.
Emplazada en un alto, sobre la pradera conocida como Campo de San Roque, y erigida en 1616 por la más próspera familia armadora del lugar (los Robledo Victorero), es un edificio de una sola nave con cubierta a dos aguas y pórtico de columnas. 
El interior se configura como una bóveda de crucería. 
La iglesia de San Blas, anterior a la actual de Santa María de Sabada (que es la parroquial), fue demolida en 1752 a causa de su localización[cita requerida], la cual era al parecer de tal penumbra y humedad, que hacía de sus reparaciones una constante. Es de esta iglesia de donde procede su retablo. En la base del mismo, se halla una inscripción. Y sobre ella, cuatro columnas dóricas enmarcan la imagen del santo a modo de hornacina. En lo alto destacan un rizo con trillizos, metopas en forma de rosáceas y un frontón triangular. 
San Roque se venera en Lastres desde el siglo XV y la imagen que preside la capilla es del siglo XVI.
La fiesta realizada en su honor en el mes de agosto, principal en Lastres, ha sido organizada históricamente por la Cofradía de Pescadores y sufragada por el pueblo junto con otras instituciones. 
Las normas sobre los diferentes toques de campanas que han de sonar el día de la romería, se conservan escritas en la citada iglesia parroquial.